# 기타신조촌
기타신조촌(北新庄村)은 후쿠이현 이마다테군에 있던 촌이다. 현재 에치젠시 중심부의 동쪽, 호쿠리쿠 자동차도・무세이 나들목 동쪽 일대에 해당한다. 

## 역사
- 1889년 4월 1일 - 정촌제 시행에 의해 8개 촌의 구역을 가지고 성립하였다.
- 1954년 7월 5일 - 다케후시에 편입해, 동일 기타신조촌은 폐지되었다.

## 교통

### 철도
- 후쿠이 철도
  - 난에쓰선

## 참고문헌
- 角川日本地名大辞典 18 福井県